# Liste des évêques de Fada N'Gourma
Liste des évêques de Fada N’Gourma (de)
(Dioecesis Fada Ngurmaensis)
La préfecture apostolique burkinabé de Fada N'Gourma est créé le 12 février 1959, par détachement de celle de Niamey (Niger).
Elle est érigée en évêché le 16 juin 1964. Son siège est la cathédrale Saint-Joseph de Fada N’Gourma.

## Est préfet apostolique
- 29 mai 1959-16 juin 1964 : Alphonse Chantoux

## Puis sont évêques
- 16 juin 1964-15 juin 1979 : Marcel Chauvin
- 15 juin 1979-10 juin 1995 : Jean-Marie Compaoré (Jean-Marie Untaani Compaoré), devient archevêque de Ouagadougou.
- 24 janvier 1997-13 novembre 2010 : Paul Ouédraogo (Paul Yemboaro Ouédraogo), devient evêque de Bobo-Dioulasso.
- 13 novembre 2010-11 février 2012 : siège vacant
- depuis le 11 février 2012 : Pierre Malgo (Pierre Claver Malgo)

## Sources
- L'ANNUAIRE PONTIFICAL, sur le site http://www.catholic-hierarchy.org, à la page